# Cyprian Sapecki
Cyprian Sapecki (ur. 1680, zm. 23 sierpnia 1724 w Krakowie), polski duchowny katolicki, dominikanin, pisarz religijny i kaznodzieja.
Śluby zakonne złożył 8 października 1698 w Krakowie. Tamże rozpoczął studia teologiczne, które kontynuował we Włoszech. Odbył m.in. pielgrzymkę do kościoła dominikańskiego w Marsylii (z grobem Marii Magdaleny), przeżywając napad w czasie podróży. Zyskał uznanie jako kaznodzieja i w tym charakterze władze zakonne skierowały go w 1709 do prowincji krakowskiej. Był m.in. profesorem filozofii w studium zakonnym w Przemyślu (wykładał również teologię spekulatywną i teologię moralną) i bibliotekarzem konwentu. Od 1713 ponownie w Krakowie, działał jako kaznodzieja w Kościele Mariackim.
W 1717 został wybrany przez część zakonników na przeora konwentu krakowskiego, ale wobec podwójnej elekcji (inna grupa wybrała Tomasza Enguera) wybór anulowano. Ponownie, tym razem bez kontrowersji, został wybrany na przeora w 1719. W 1717 uzyskał dyplom magistra teologii. Pełnił w zakonie ponadto funkcje socjusza definitora i pierwszego definitora oraz kaznodziei katedry wawelskiej. Opublikował zbiór kazań Różaniec kaznodziejski (1720), dzieło hagiograficzne Kalendarz niebieski (1722) oraz dwutomową pracę teologiczną Przyjaciel w ostatniej potrzebie doznany albo Bractwo Najśw. Odkupiciela.
Styl kazań Cypriana Sapeckiego był podniosły, autor stosował skomplikowaną składnię, ale dla potrzeb mniej wyszukanych słuchaczy używał również przykładów z życia codziennego i prostych porównań.